# Курт Щудент
Курт Щудент (на немски: Kurt Student) е немски офицер от Луфтвафе, генерал-полковник, командващ на парашутно-десантните войски по време на Втората световна война.

## Биография

### Ранен живот и Първа световна война (1914 – 1918)
Роден на 12 май 1890 година в селцето Бирхолц, Бранденбургска област, днешна Полша. В имперската германска армия постъпва през 1910 година, а през 1912 година е произведен в чин лейтенант. Служи в пехотата, преди през 1913 година да е изпратен в школа за военни пилоти.
През 1916 година, по време на Първата световна война, служи на Източния фронт където се сражава пилотирайки разузнавателни самолети и бомбардировачи. По-късно същата година е изпратен на Западния фронт, където пилотира изтребител в 9-а изтребителна ескадрила (Jasta 9, съкратено от немски: Jagdstaffel 9).
Има 6 потвърдени победи над френски самолети в периода 1916 – 1917 години.

### Междувоенен период
След края на Първата световна война, със забраната на Германия да притежава военновъздушни сили (съгласно решенията на Версайския договор) отново е прехвърлен в сухопътни войски, но междувременно се увлича от безмоторното летене и делта-планерите, които не са забранени от договора. В началото на 30-те години присъства на маневри на Военно въздушните сили (ВВС) на Червената армия, където за първи път присъства на парашутно-десантни операции.
С взимането на властта от страна на Адолф Хитлер в Германия, „Луфтвафе“ започва да се възстановява тайно, въпреки решенията от Версай. Курт Щудент е трансфериран веднага от сухопътен офицер в „Луфтвафе“, където лично главнокомандващият Херман Гьоринг го назначава за командващ на „Учебната школа на Луфтвафе“, длъжност която е обявена официално, след решението на Хитлер да се отхвърлят решенията на Весайския договор през 1935 г.

### Втора световна война (1939 – 1945)
През юли 1938 година е назначен за командващ на въздушнопреносимите и десантни войски. През септември същата година е назначен за командир на 7-а дивизия, първата германска парашутна дивизия (Fallschirmjäger division).

#### Полша и Франция (1939 – 1940)
Заедно с поверената му армия участва в инвазията в Полша през 1939 година, част е от операция за нападението над Франция, Белгия и Холандия, през 1940 година. На 10 май 1940 година води операцията по превземането на белгийската крепост „Ебен-Емаел“. Няколко дни по-късно е прострелян в главата при инцидент от германски парашутист близо до град Ротердам, Холандия. Този инцидент го изважда за повече от 8 месеца от военните действия. Награден е с „Рицарски кръст“ за проявена храброст в тези операции.
През 1941 година е назначен за командващ генерал на все повече увеличаващите се Германски военновъздушни сили. В тази си роля той планира и провежда Операция „Меркурий“ (Unternehmen „Merkur“) – парашутно-десантна операция за превземането на остров Крит, проведена през май 1941 г. Операцията е успешна, но поради многото дадени жертви Хитлер забранява по нататъшни десантни операции.
През 1943 година Щудент планира Операция „Дъб“ (Unternehmen Eiche) за освобождаването на задържания италианския диктатор Бенито Мусолини., успешно проведена от командира на десантните части на Вафен-СС Ото Скорцени. Щудент е награден с „Рицарски кръст“ за успеха на операцията.

### Последни години
Изпратен е в Италия а по-късно във Франция, където се включва в организирането на защитните действия на Вермахта срещу Десанта в Нормандия. Неговата 1-ва Парашутна армия е изпратена от главното командване (ОКВ) като подкрепление за противодействие на Съюзния десант близо до град Арнем, Холандия, през септември 1944 година, наречен Операция „Маркет-Гардън“‎. За кратко е изпратен на Източния фронт, при отбраната на провинция Макленбург през 1945 година, където е заловен от британските войски. Военнопленник до 1948 година. Умира през 1978 година в град Лемго, Германия.

## Военна декорация
| - Германски орден „Железен кръст“ (1914) – II (26 септември 1914) и I степен (29 август 1915) - Германска „Значка за раняване“ (1914) – черна (?) - Рицарски кръст на Хоенцолерн (?) – с мечове - Германски орден „Кръст на честта“ (30 януари 1935) - Германско отличие „За заслуга във Вермахта“ (1936) – IV и I степен (2 октомври 1936) - Медал Судетия (5 юни 1939) | - Сребърни пластинки към ордена Железен кръст (1939) – II (20 септември 1939) и I степен (20 септември 1939) - Германска Значка за раняване (1939, повторно) – сребърна (?) - Рицарски кръст с дъбови листа - Носител на Рицарски кръст (12 май 1940) - Носител на Дъбови листа № 305 (27 септември 1943) - Германски знак „Пилот-наблюдател (1941) – златен с диаманти (2 септември 1941) |